# Relación médico-paciente

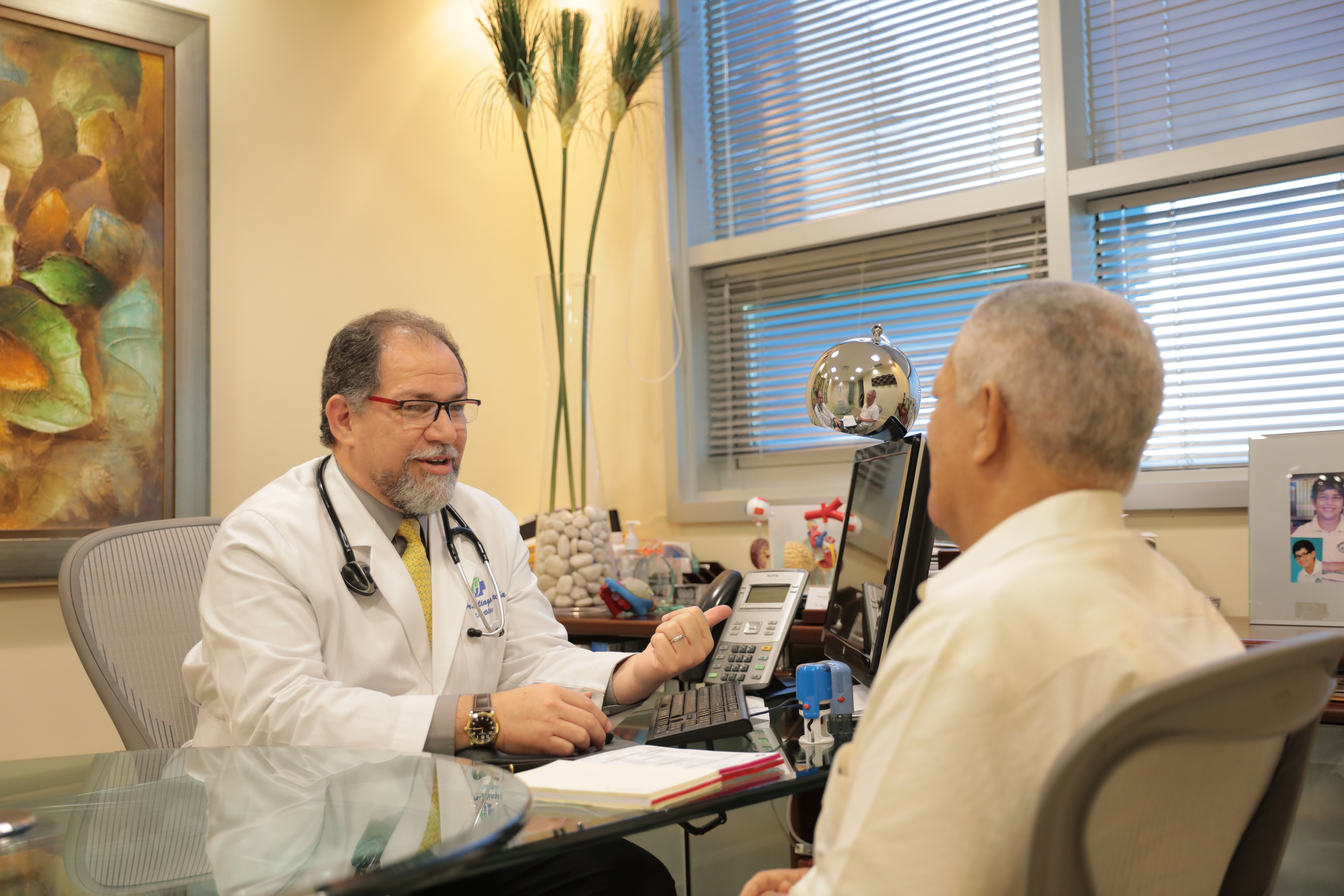
Un médico y su paciente.

La relación entre el médico y su paciente juega un papel muy importante en la práctica de la medicina y es esencial para la provisión de asistencia médica de alta calidad en cuanto al diagnóstico y tratamiento de la enfermedad. La relación entre el médico y su paciente es una de las bases de la ética médica contemporánea. La mayoría de las facultades de medicina enseñan a sus estudiantes desde un principio, aún antes de que comiencen a recibir instrucción práctica asistencial, a mantener una relación profesional con sus pacientes, observando su dignidad y respetando su privacidad. 

## Entrevista clínica
El médico, durante la entrevista clínica, transita un proceso junto con el paciente, donde necesita: 
- Establecer un vínculo de confianza y seguridad con el paciente (y su entorno también)
- Recopilar información sobre la situación del paciente haciendo uso de diferentes herramientas (entrevista y anamnesis, historia clínica, examen físico, interconsulta, análisis complementarios, etc.)
- Organizar, analizar y sintetizar esos datos (para obtener orientación diagnóstica)
- Diseñar un plan de acción en función de los procesos previos (tratamiento, asesoramiento, etc.)
- Informar, concienciar y tratar al paciente adecuadamente (implica también acciones sobre su entorno)
- Reconsiderar el plan en función del progreso y los resultados esperados según lo planificado (cambio de tratamiento, suspensión, acciones adicionales, etc.)
- Dar el alta al momento de resolución de la enfermedad (cuando sea posible), sino propender a medidas que permitan mantener el estatus de salud (recuperación, coadyuvantes, paliativos, etc.)

Toda consulta médica debe ser registrada en un documento conocido como historia clínica, documento con valor legal, educacional, informativo y científico, donde consta el proceder del profesional médico.

## Importancia
El paciente debe tener confianza en cuanto a la competencia de su médico y debe sentir que pueden realizarle confidencias a él. Para la mayoría de los médicos, es importante el establecer un buen contacto con el paciente. Existen algunas especialidades médicas tales como psiquiatría y medicina familiar, en las que se pone más énfasis en cuanto a la relación médico-paciente que en otras como pueden ser anatomía patológica o radiología.
La calidad de la relación entre el médico y su paciente es importante para ambas partes. Cuanto mejor sea la relación en términos de respeto mutuo, conocimiento, confianza, valores compartidos y perspectivas sobre las enfermedades y la vida, y el tiempo disponible, mejor será la cantidad y calidad de la información sobre la enfermedad del paciente que se intercambiará en ambas direcciones, mejorando la precisión del diagnóstico y aumentando el conocimiento del paciente sobre la enfermedad o dolencia. En aquellas circunstancias en que la relación es pobre, se compromete la habilidad del médico para realizar una evaluación completa del paciente y es más probable que el paciente desconfíe del diagnóstico y del tratamiento propuesto, disminuyendo las posibilidades de cumplir con el consejo médico. En estas circunstancias y en aquellos casos en que existe una genuina diferencia de opiniones médicas, se puede llegar a conseguir una segunda opinión de otro médico o el paciente puede decidir directamente cambiar de médico.

## Problemas

### Superioridad del médico
El médico puede ser visto como alguien superior al paciente, ya que el médico tiene el conocimiento y los títulos.
La relación médico-paciente también se complica por el sufrimiento del paciente (paciente posee sus raíces en la palabra en latín patior, "sufriente") y su limitada capacidad para poder aliviarlo por sí mismo, potencialmente dando lugar a un estado de desesperación y dependencia del médico.
Un médico debe por lo menos estar al tanto de estas diferencias de forma para establecer una conexión y optimizar la comunicación con el paciente.

### Beneficiar o complacer
Se puede plantear un dilema en aquellas situaciones en las que por una variedad de razones, lo que constituye el tratamiento más eficiente (o el evitar un tratamiento) no coincide con lo que desea el paciente. En estos casos, el médico debe elegir entre la salud del paciente u otros beneficios materiales, y la relación médico-paciente u otro aspecto psicológico o emocional sobre el otro.

### Formal o informal
Pueden existir diferencias de opinión entre el médico y el paciente en cuanto a cuán formal o informal debe ser la relación entre el médico y el paciente. En general, los pacientes prefieren ser llamados por su nombre de pila.